# 봉제산
봉제산(鳳啼山)은 대한민국 서울특별시 강서구에 있는 산이다. 높이는 105m이다. 매봉산, 증산이라고도 부른다.

## 같이 보기
- 한국의 산
- 서울의 산 목록